# Obereinzel
Obereinzel ist ein Gemeindeteil der Marktes Stammbach im Landkreis Hof (Oberfranken, Bayern). Obereinzel liegt in der Gemarkung Förstenreuth.

## Geografie
Unmittelbar östlich der Einöde verläuft die Bahnstrecke Bamberg–Hof, westlich der Einöde fließt der Solgbach, ein rechter Zufluss des Kofenbachs. Ein Anliegerweg verläuft parallel zur Bahnstrecke nach Mittlereinzel (0,5 km südlich). Im Osten steigt das Gelände zum Rotenbühl (627 m ü. NHN) an, im Nordwesten zum Karlberg (664 m ü. NHN).

## Geschichte
Obereinzel gehörte zur Realgemeinde Förstenreuth. Gegen Ende des 18. Jahrhunderts bestand Obereinzel aus einem Anwesen. Die Hochgerichtsbarkeit stand dem bayreuthischen Vogteiamt Stammbach zu. Das bayreuthische Stiftskastenamt Himmelkron war Grundherr des Halbhofes.
Von 1797 bis 1810 unterstand Obereinzel dem Justiz- und Kammeramt Gefrees. Infolge des Ersten Gemeindeedikts wurde Obereinzel dem 1812 gebildeten Steuerdistrikt Stammbach und der zugleich entstandenen Ruralgemeinde Stammbach zugewiesen. 1840 erfolgte die Umgemeindung in die neu gebildete Ruralgemeinde Förstenreuth. Im Zuge der Gebietsreform in Bayern wurde Obereinzel am 1. Juli 1972 nach Stammbach eingemeindet.

### Einwohnerentwicklung
| Jahr      | 1812  | 1819  | 1861   | 1871   | 1885   | 1900   | 1925   | 1950   | 1961   | 1970   | 1987  |
| Einwohner | *     | *     | 11     | 6      | 3      | 10     | 3      | 8      | 3      | 2      | 5     |
| Häuser    |       |       |        |        | 1      | 1      | 1      | 1      | 1      |        | 1     |
| Quelle    | [ 6 ] | [ 9 ] | [ 10 ] | [ 11 ] | [ 12 ] | [ 13 ] | [ 14 ] | [ 15 ] | [ 16 ] | [ 17 ] | [ 1 ] |

## Religion
Obereinzel ist evangelisch-lutherisch geprägt und nach St. Maria (Stammbach) gepfarrt.